# Бахматівці
Бахма́тівці — село в Україні, у Хмельницькому районі Хмельницької області. Населення становить 575 осіб. Орган місцевого самоврядування — Хмельницька міська рада.

## Розташування
На невеликому пагорбі з нахилом на північ розкинулось село Бахматівці. З заходу на схід під селом протікає невеличка річка Дзвенюха (стара назва Фоса), притока Південного Бугу. На території села вона має кілька великих розливів, з яких утворилися стави площею 185 га.

## Населення

### Мова
Розподіл населення за рідною мовою за даними перепису 2001 року:
| Мова       | Кількість | Відсоток |
| ---------- | --------- | -------- |
| українська | 549       | 95.48%   |
| російська  | 16        | 2.78%    |
| польська   | 9         | 1.57%    |
| румунська  | 1         | 0.17%    |
| Усього     | 575       | 100%     |

## Відомі люди
У селі народилися:
- Слободзян Василь Семенович (нар. 1916 — пом. 1942) — Герой Радянського Союзу
- Павлик Григорій Улянович (нар. 1901 — пом. 1978) — автор мемуарів «Від Бугу до Волги», «Знову над Бугом зорі».

## Історія
У люстрації 1469 року вказано, що королівські маєтності Пирогівці та Бахматівці були в управлінні подільського воєводи Мужила за 50 марок.
Коли саме засновані Бахматівці, точно не встановлено. В документах, що були до війни у Хмельницькому краєзнавчому музеї, зазначалося, нібито першим поселенцем був російський солдат-втікач Бахматьєв, від нього і пішла назва села.
У XVIII столітті Бахматівці входили в Меджибіський ключ, яким керували пани Синівські. Селянам жилось важко. Унаслідок важких соціальних умов кількість населення періодично змінювалась. Також у в той час це вібувалося через татарські набіги. Людей забирали в полон, а непокірних вбивали, виймали очі, молодих дівчат забирали в полон і торгували ними. В селі в 1857 році було організоване волосне управління і державне лісництво. В 1875 році в селі відкрито міністерське однокласне училище, а в 1898 році школа грамоти, у яку дозволялось ходити одному хлопцеві з сім'ї, якого могли брати в армію. Дівчат в школу не брали зовсім. Із заходу на схід не далеко від села Бахматівців проходив Чумацький шлях, по якому пересувались великі купці, банкіри та пани. Північніше від цього шляху в глухих лісах коло Зеленої Криниці робив розправу над панами Устим Кармелюк.
У 1920-х роках у селі створюється крім споживчого, виробничо-збутові кооперативні товариства: цегельно-черепичне, бурякове, молочарське, сільсько-господарське кредитне товариство і прокатний пункт.
1923 року Бахматовецьку волость реорганізовано у район, який проіснував до 1928 року. Колективізація повністю завершилась в 1932 році. У роки довоєнних п'ятирічок колгосп ім. Кірова був одним з передових на Проскурівщині. 1921 року відкрито початкову школу з чотирьох класів. 1926 року в Бахматівцях було 76 % неписьменних. Щоб ліквідувати неписьменність, були організовані лікнепи, куди зараховувались чоловіки і жінки до 50 років. Навчання проводилось активно, за що в нагороду отримали радіоустановку і кіноустановку, для яких потрібен був клуб, будівництво якого почалось до війни, а другий поверх добудували 1956 року.
Мирна праця людей була перервана війною. У липні 1941 року одержали вказівку з області і району про негайну евакуацію. Того ж дня вночі в супроводі колгоспників за маршрутом Проскурів — Вінниця — Канів — лівий берег Дніпра вирушив гурт великої рогатої худоби, овець і коней. Бахматовецький маленький «залізний потік» — єдиний на Поділлі, що вирвався з ворожого кільця і довів за лінію фронту аж до Саратовщини понад 1000 голів худоби. Після перемоги село відбудовано і процвітає по теперішній час.

## Село в наш час
В центрі села є двоповерхова адміністративна будівля, у якій розташовані Бахматовецька сільська рада, бібліотека, пошта. Також в центрі села є церква та клуб, при якому діють гуртки художньої самодіяльності. Також на території села є: ЗОШ І-II ступенів, амбулаторія, інтернат для літніх людей та інвалідів. Після розвалу колгоспу та розпаювання майна й земель місцевим господарством опікується ДП АПК «Самобранка». В населеному пункті діє три магазини: два приватні, один — Хмельницького РайСТ. В межах села є два стави загальною площею до 160 га, які перебувають в оренді, та декілька невеликих озер. В лісі є цілюща «Барвінська криниця».
Через село тричі на день курсує автобус «Хмельницький — Бахматівці — Пархомівці».

## Галерея

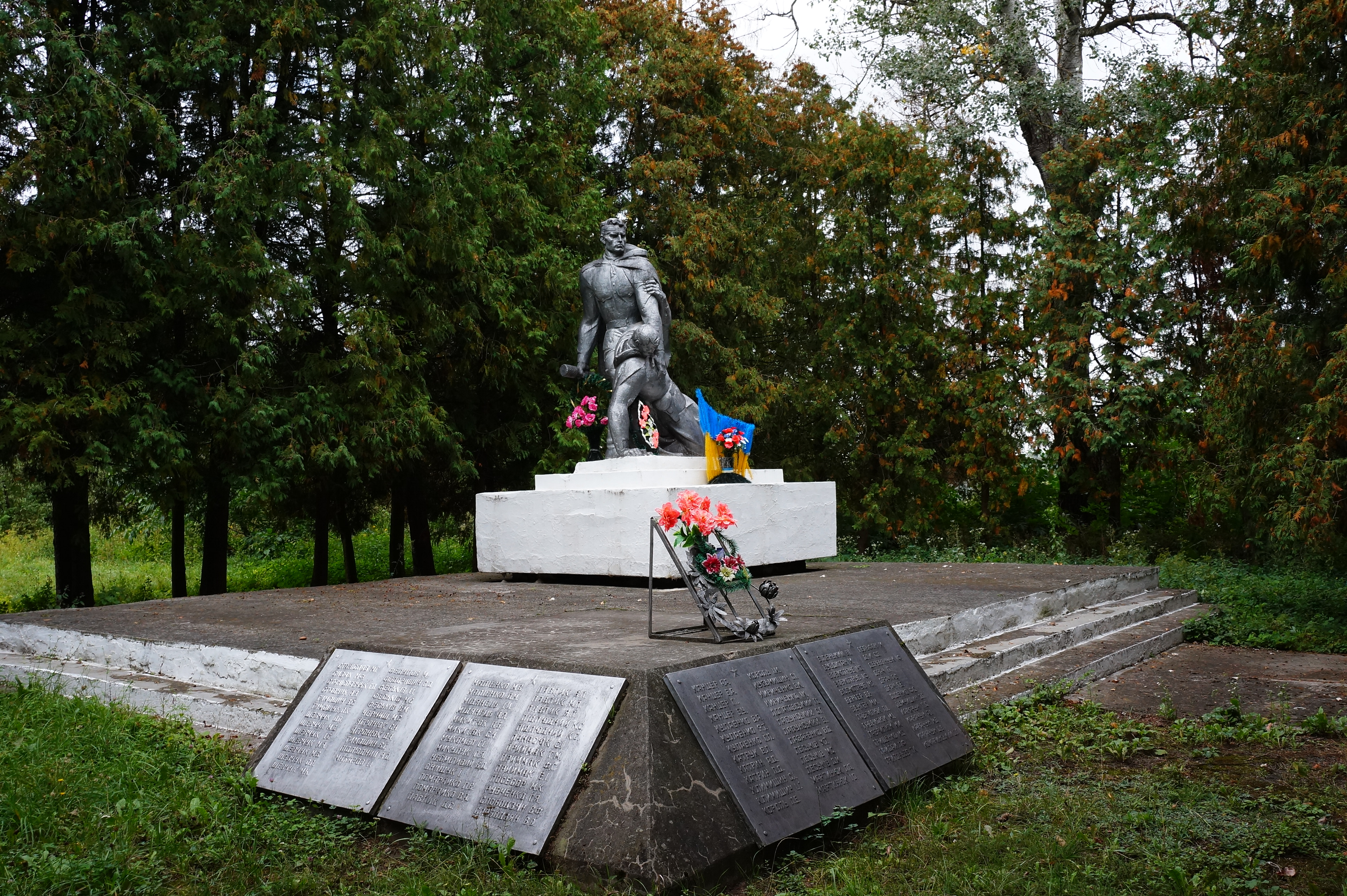
Пам'ятний знак на честь воїнів-односельчан
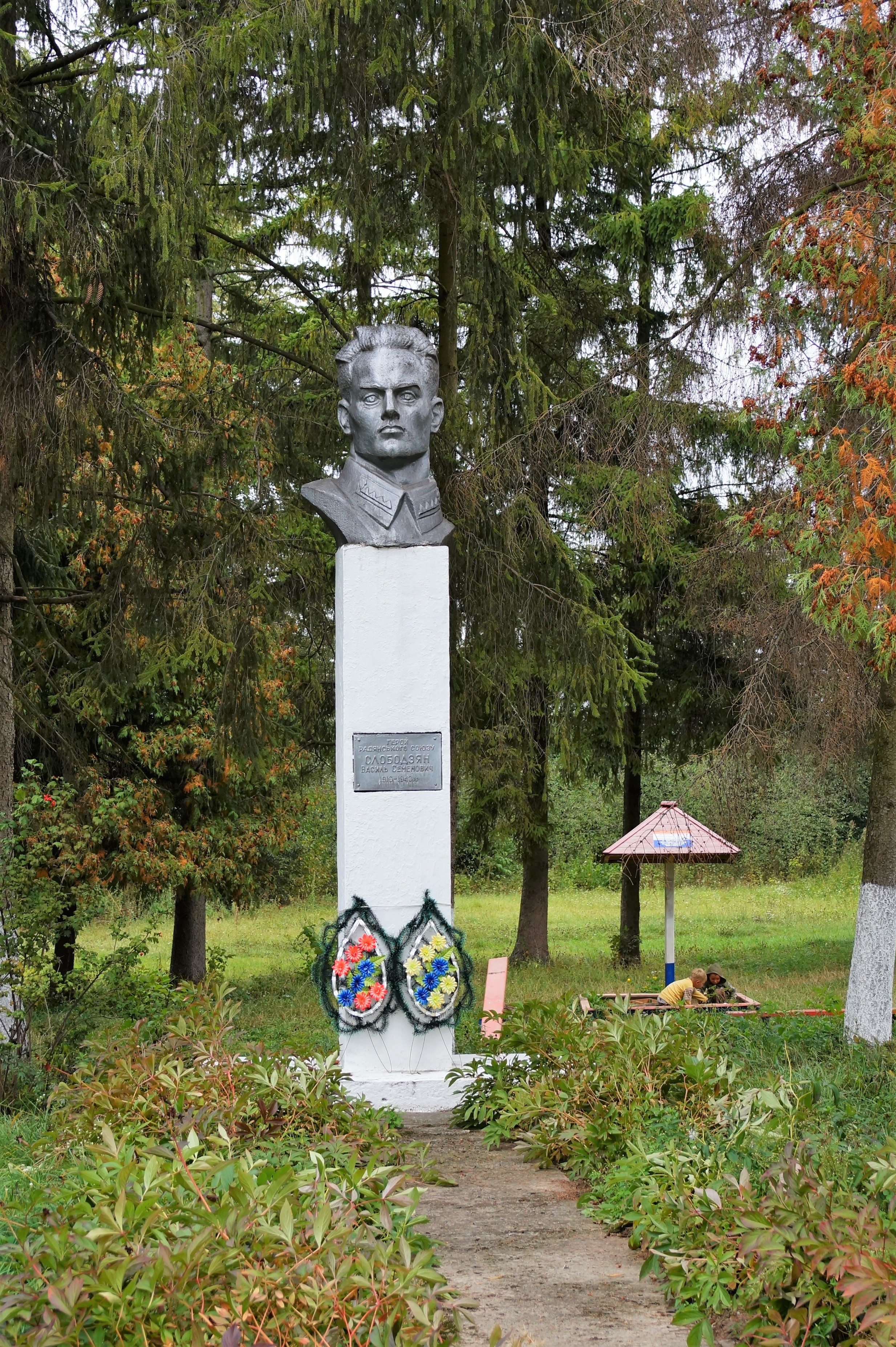
Пам'ятник В. С. Слободзяну — Герою Радянського Союзу
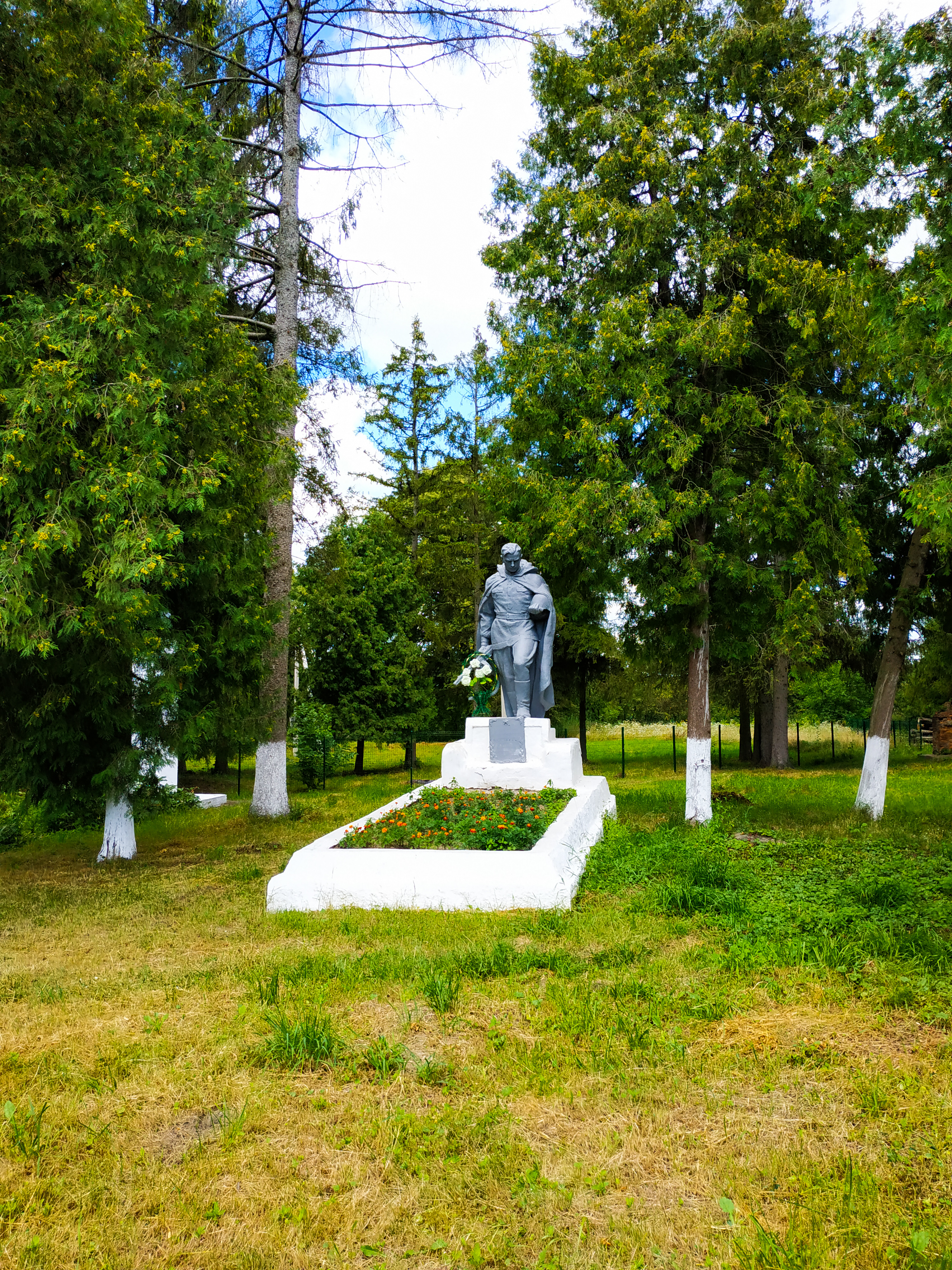
Братська могила рад. воїнів
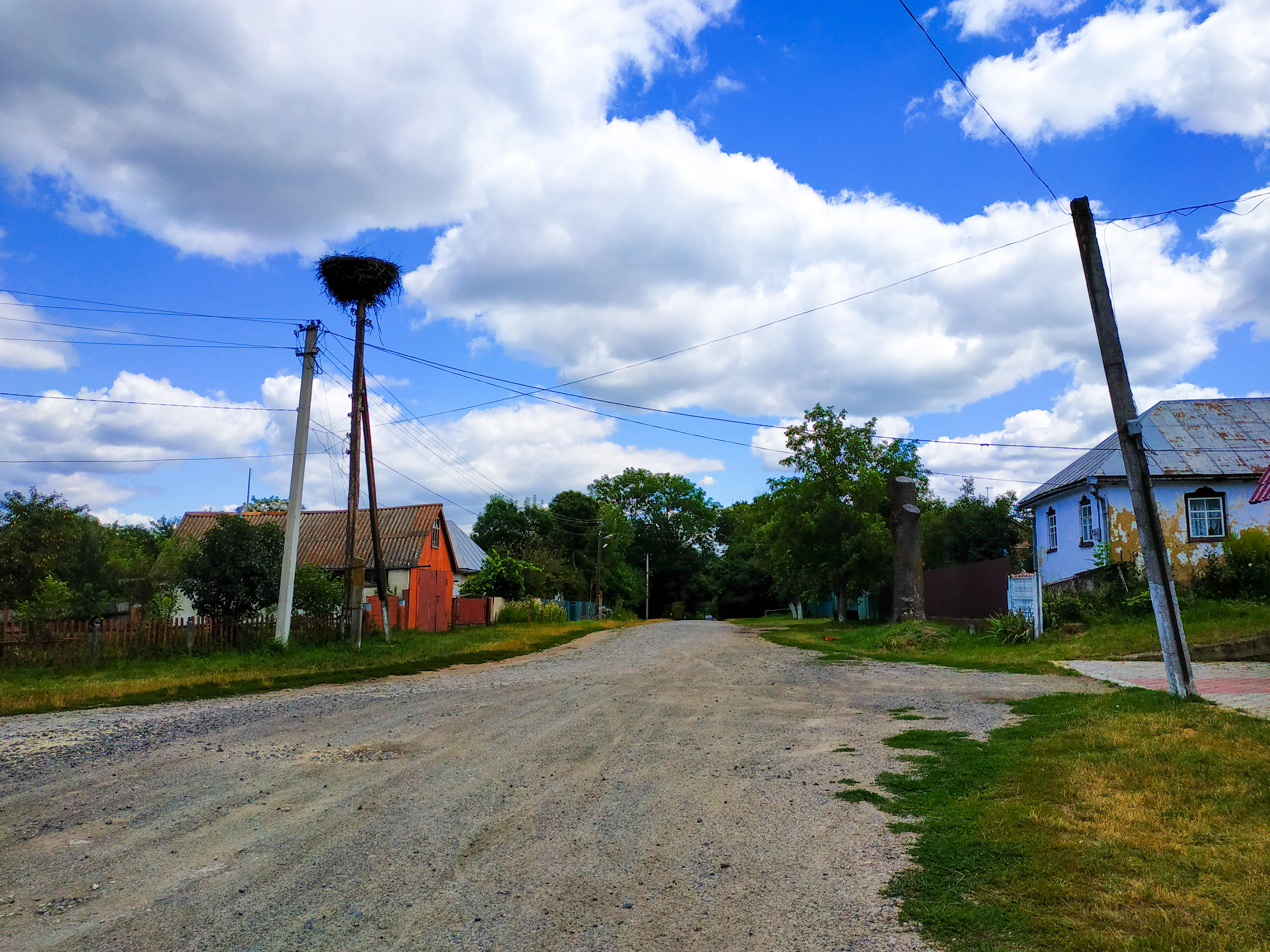
Бахматівці
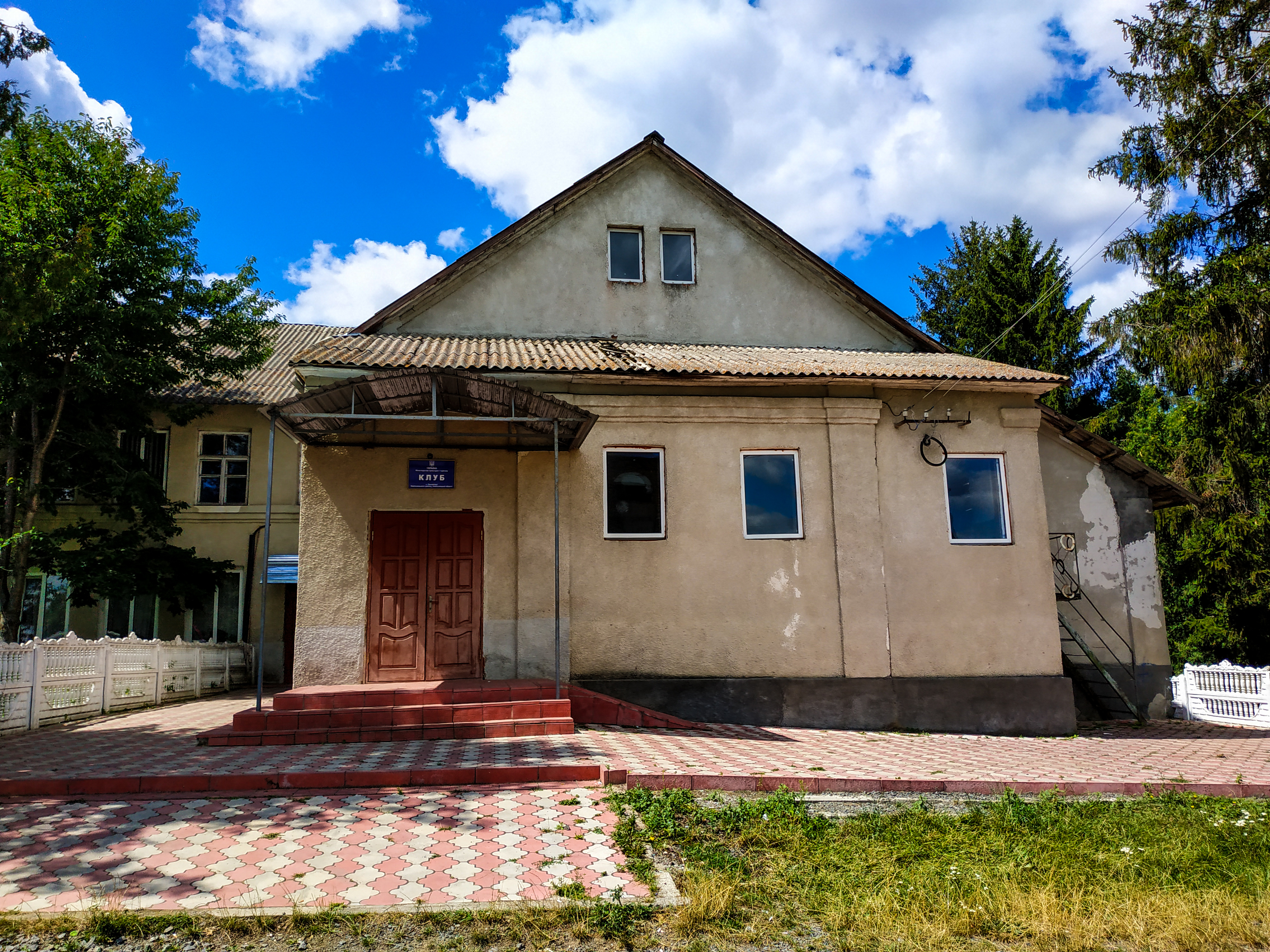
Сільський клуб
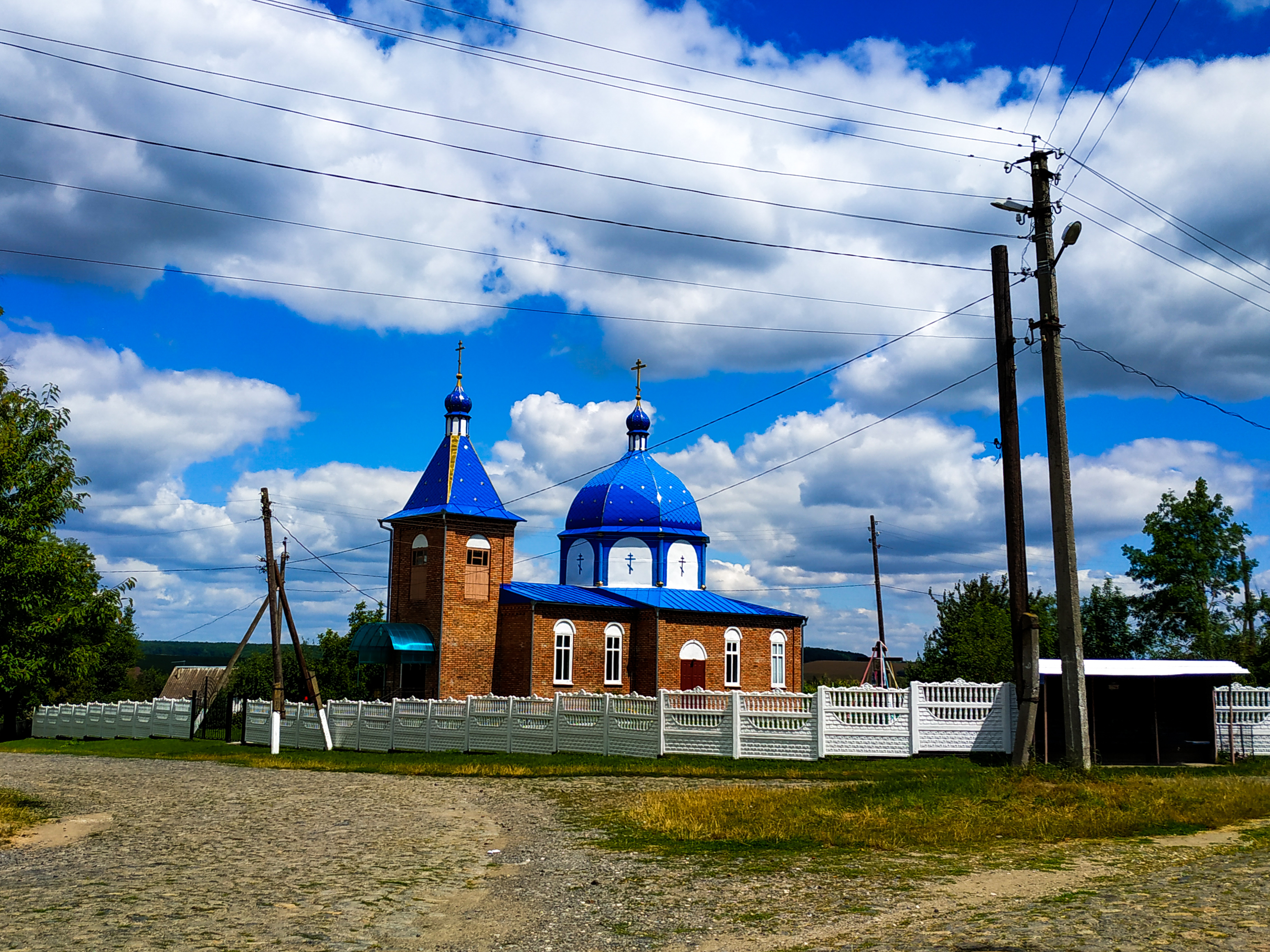
Церква
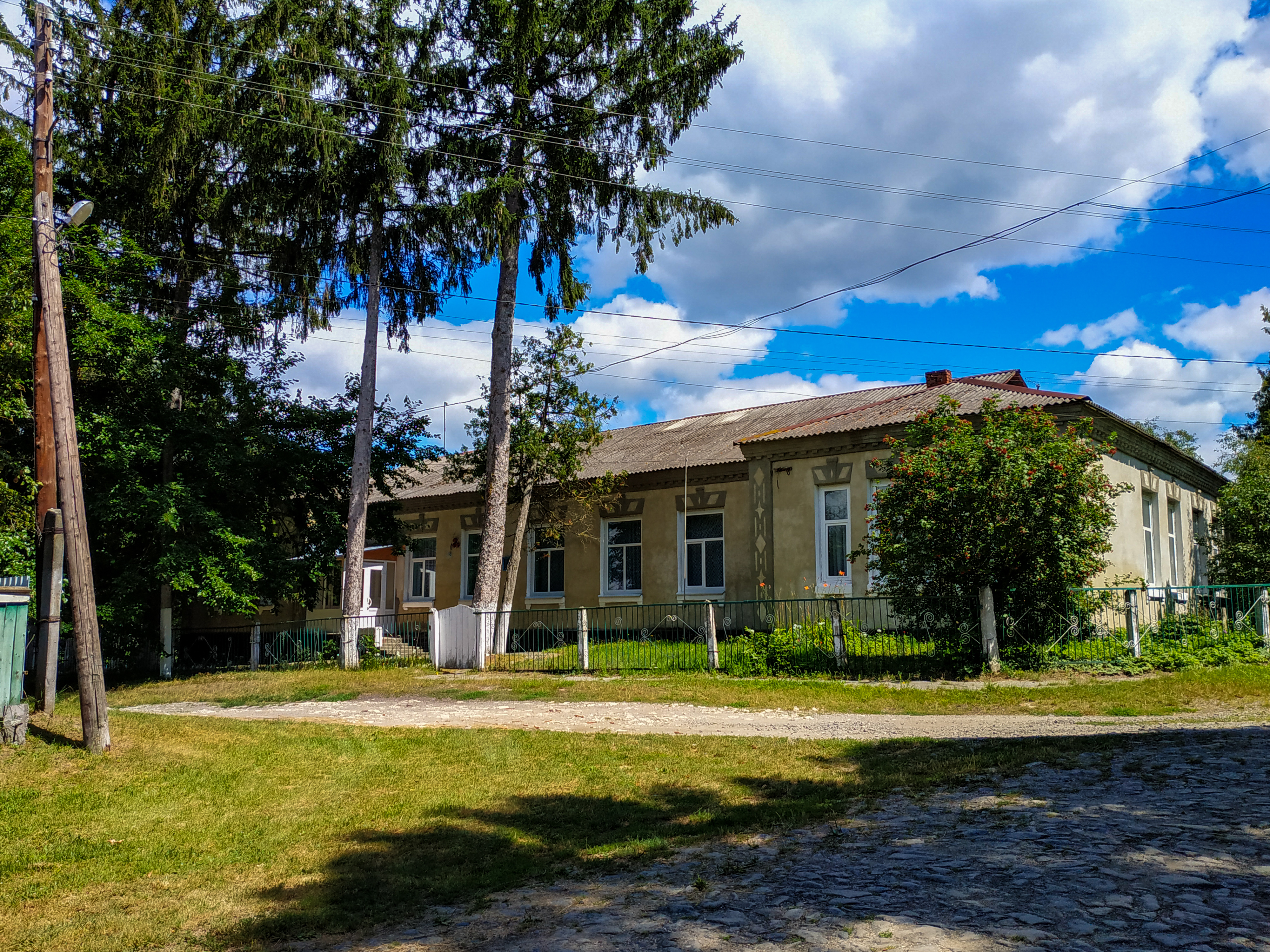
Школа
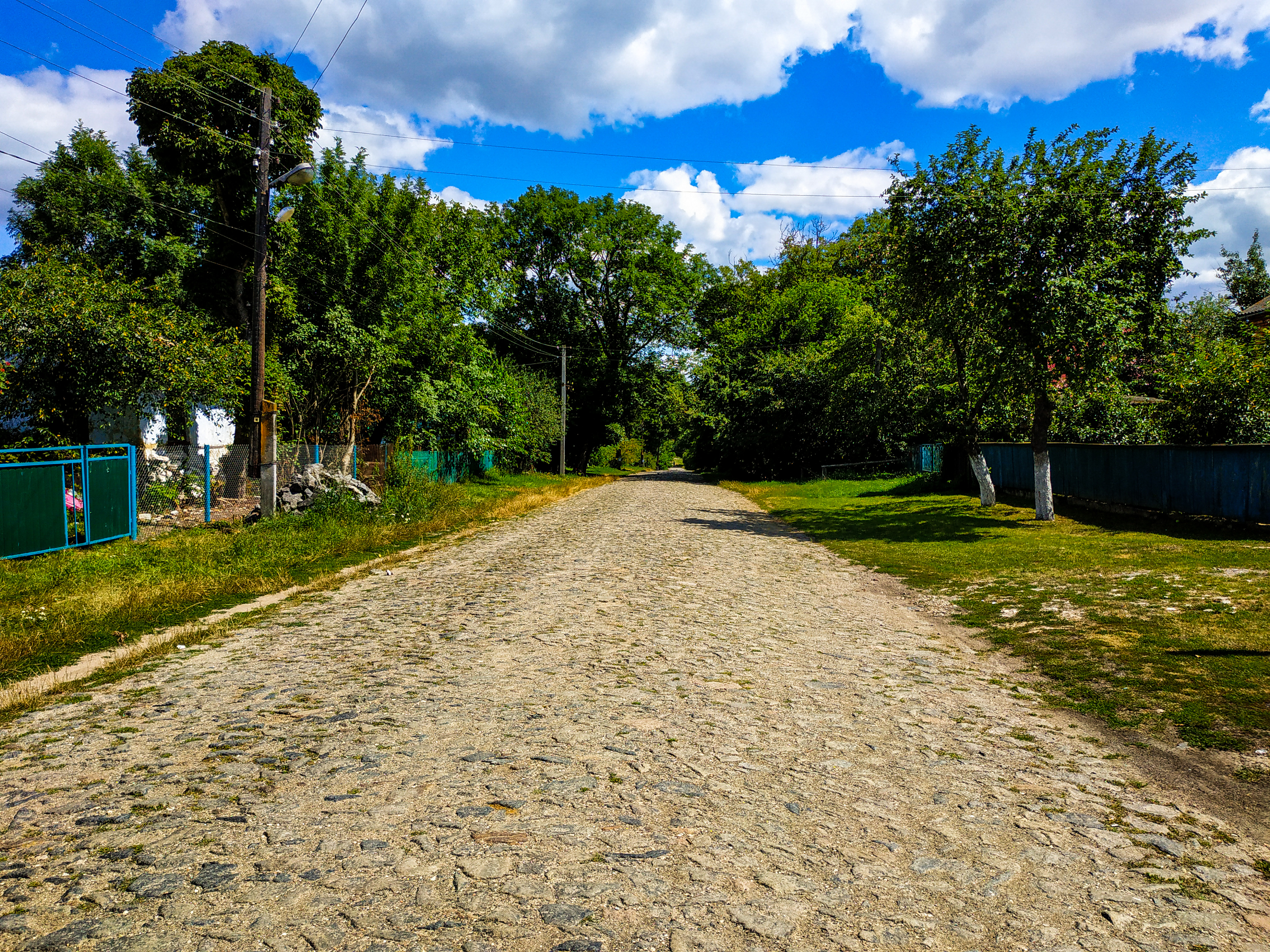
Вулиця Дружби Народів
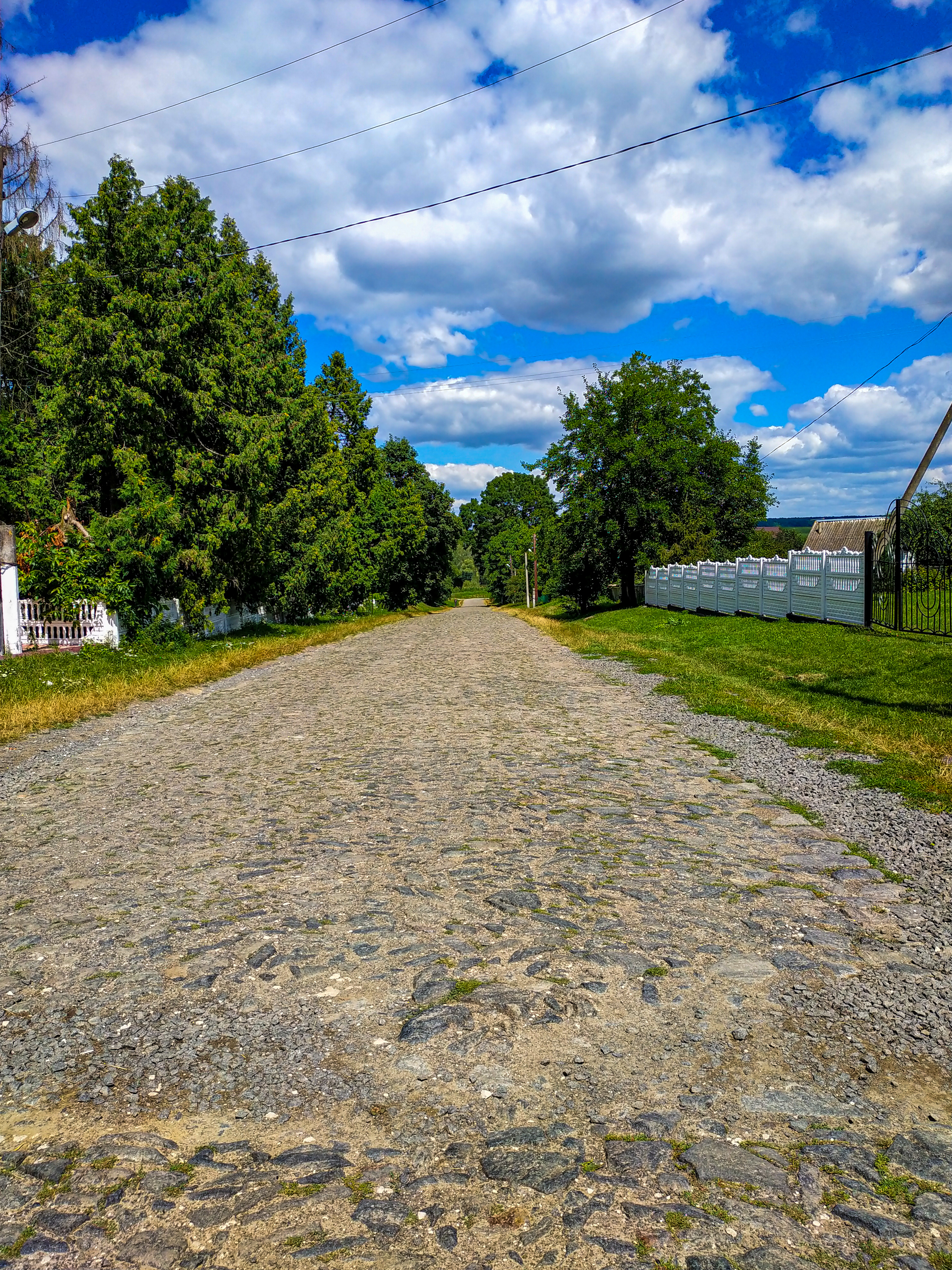
Вулиця Центральна
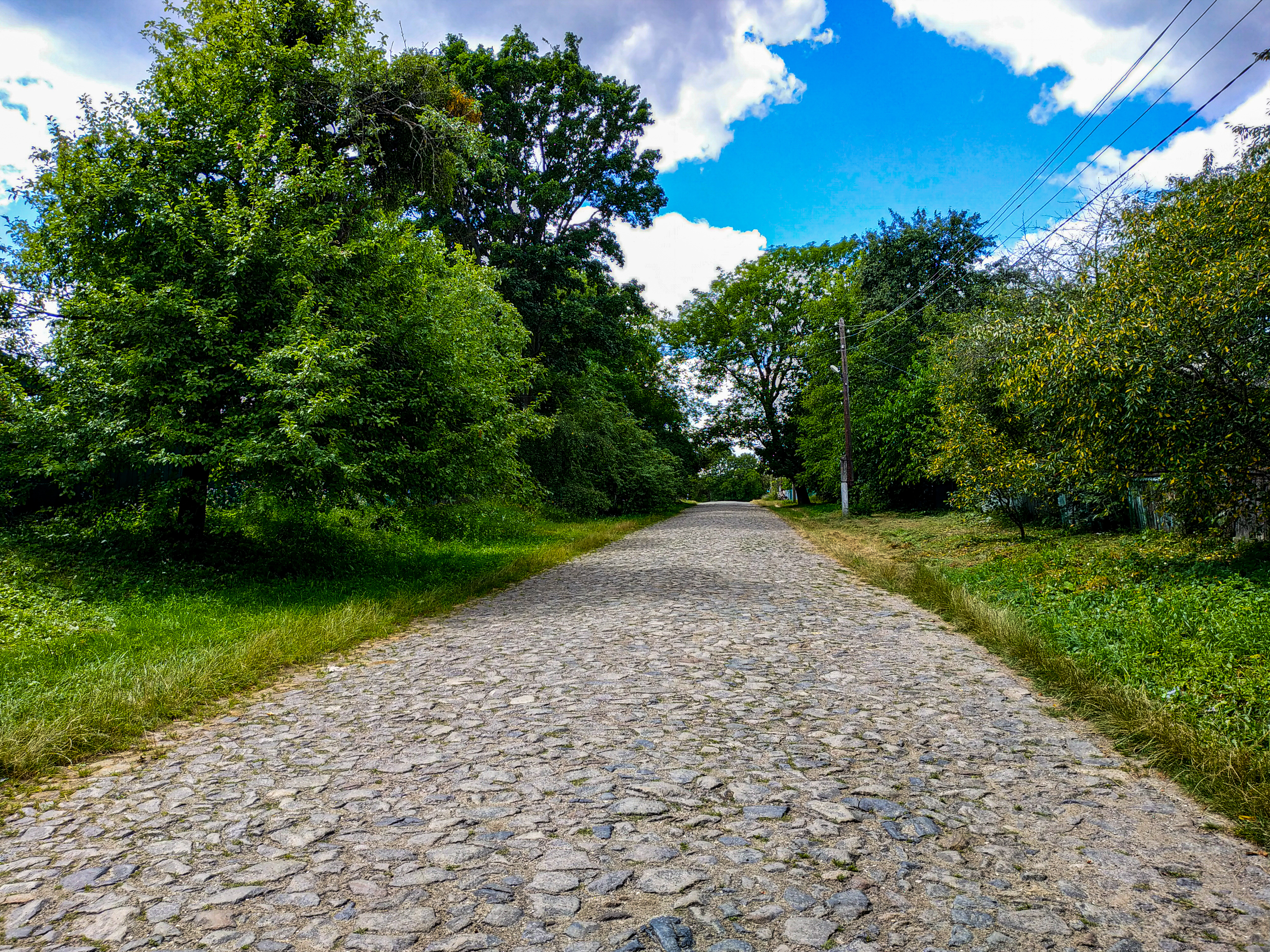
Бруківка на вул. Дружби Народів
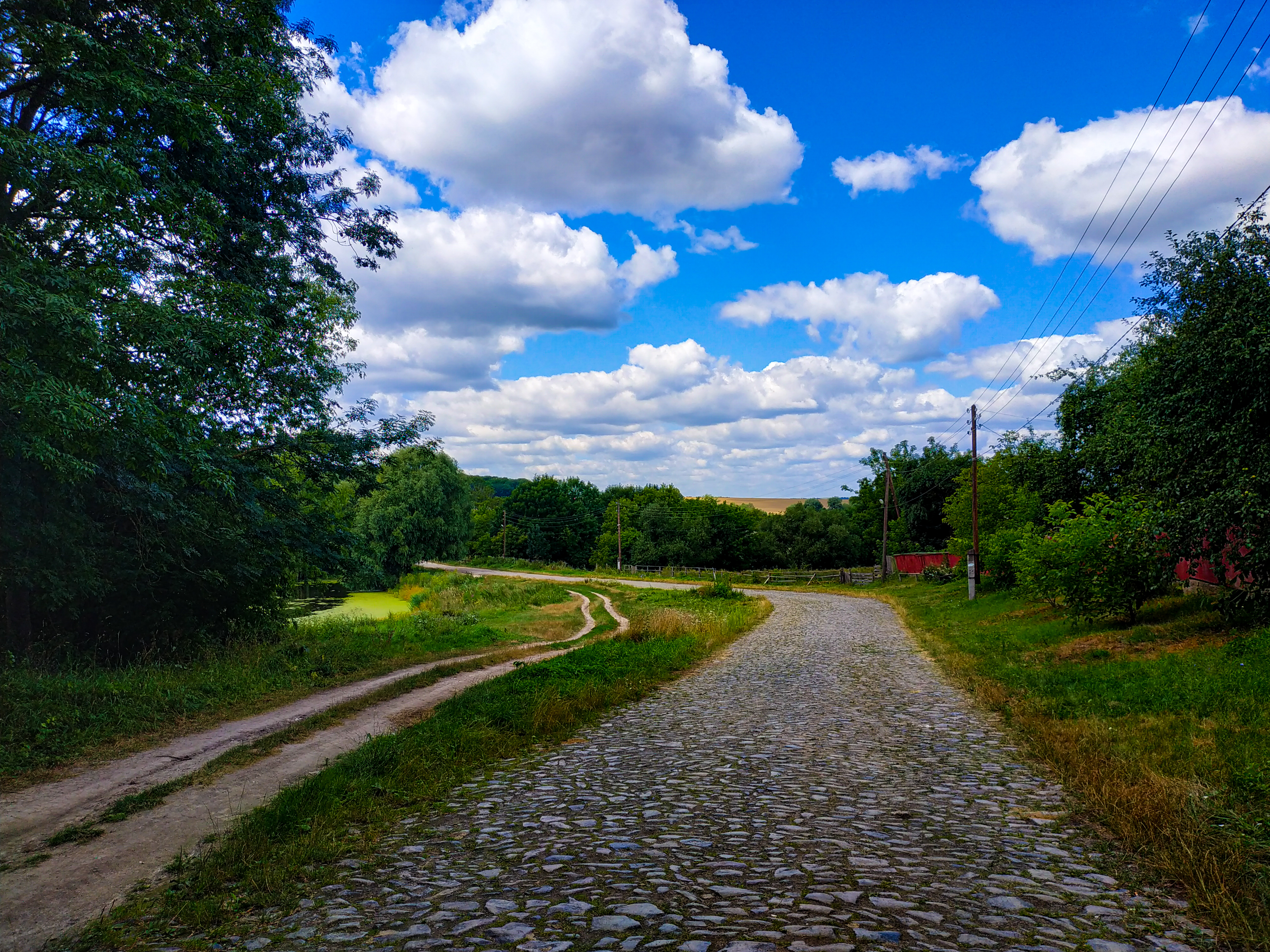
Забрукована вулиця Дружби Народів
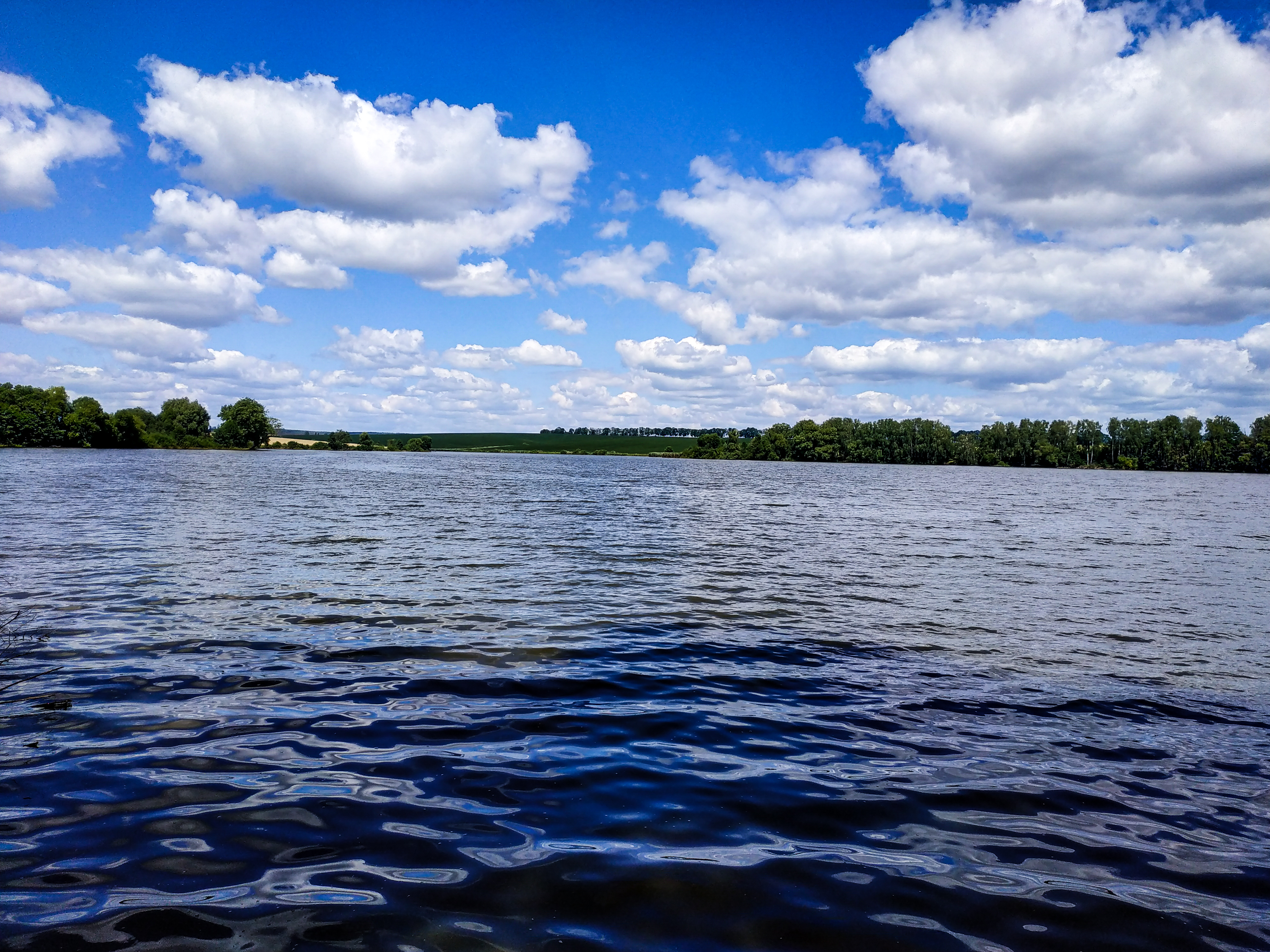
Озеро в Бахматівцях
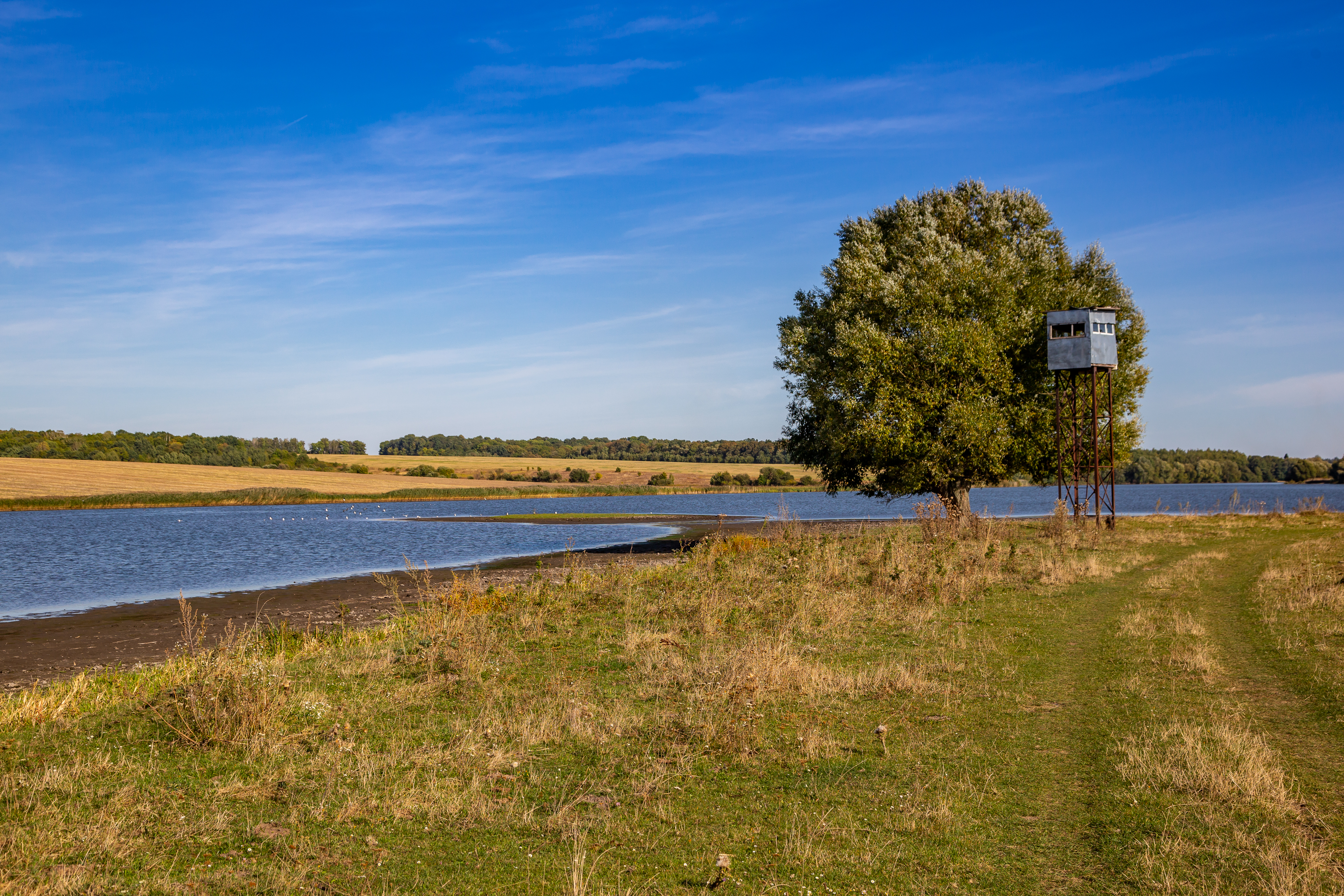
Місце бахматовецької колонії сірої чаплі

## Пам'ятки
- Бахматовецька колонія сірої чаплі